# Francisco José de Battenberg
Francisco José de Battenberg (em alemão: Franz Joseph von Battenberg; 24 de setembro de 1861 - 31 de julho de 1924) foi o filho mais novo do príncipe Alexandre de Hesse e Reno e da condessa Julia de Hauke.

## Biografia
A certa altura Francisco foi considerado para o trono da Bulgária, que eventualmente acabou por ir para o seu irmão Alexandre. Mesmo assim, Francisco foi com o irmão para a Bulgária onde prestou serviço como coronel na cavalaria búlgara. Em 1894, pediu a mão de Consuelo Vanderbilt em casamento, mas ela não gostou dele e rejeitou-o. No dia 18 de maio de 1897, casou-se com a princesa Ana de Montenegro, uma filha do rei Nicolau I de Montenegro. O casal não teve filhos.

## Títulos e estilos
- 24 de setembro de 1861 - 31 de julho de 1924: Sua Alteza Sereníssima, o Príncipe Francisco José de Battenberg